# Kathy Lucas
Katherine Lucas (* im 20. Jahrhundert) ist eine US-amerikanische Szenenbildnerin und Requisiteurin.
Kathy Lucas ist seit Anfang der 1990er Jahre für den US-Film als Szenenbildnerin tätig, dabei überwiegend als Innenausstatterin.
Für ihre Arbeit bei Aufbruch zum Mond und Tenet wurde sie zusammen mit Nathan Crowley für eine Reihe von Filmpreisen nominiert, darunter der Critics’ Choice Movie Award, der British Academy Film Award und den Oscar.

## Filmografie (Auswahl)
- 1994: Die letzte Verführung (The Last Seduction)
- 1998: Very Bad Things
- 1998: Gia – Preis der Schönheit (Gia)
- 1999: An deiner Seite (The Story of Us)
- 2001: Heartbreakers – Achtung: Scharfe Kurven! (Heartbreakers)
- 2001: Natürlich blond (Legally Blonde)
- 2004: Der SpongeBob Schwammkopf Film (The SpongeBob SquarePants Movie)
- 2005: Flightplan – Ohne jede Spur (Flightplan)
- 2007: Zauber der Liebe (Feast of Love)
- 2008: John Adams – Freiheit für Amerika (John Adams, Miniserie, 7 Folgen)
- 2008: Kurzer Prozess – Righteous Kill (Righteous Kill)
- 2009: Die nackte Wahrheit (The Ugly Truth)
- 2011: Dickste Freunde (The Dilemma)
- 2012: Stand Up Guys
- 2012: Auf der Suche nach einem Freund fürs Ende der Welt (Seeking a Friend for the End of the World)
- 2013: R.I.P.D.
- 2014: Foxcatcher
- 2015: Die Bestimmung – Insurgent (The Divergent Series: Insurgent)
- 2016: Die Bestimmung – Allegiant (The Divergent Series: Allegiant)
- 2017: Detroit
- 2018: Aufbruch zum Mond (First Man)
- 2020: Tenet